# Skriptor AB
Skriptor AB är en svensk namnbyrå i Stockholm som grundades i mitten av 1960-talet av matematikern Benny Brodda och språkvetaren Hans Karlgren. Företaget har haft koppling till språk på olika sätt, som t.ex. bokförlag, stenografi och översättningstjänster. Namnbyrån Skriptor har bland annat tagit fram företagsnamn som Klarna och Telia och läkemedelsnamn som Crestor.

## Historia
Grundarna kombinerade tidigt datorer och lingvistik och arbetade med svenska Patent- och registreringsverket i slutet av 1960-talet. De utvecklade ett söksystem som beräknade fonetisk likhet mellan två ord, ett system som användes för att granska varumärkesansökningar för att säkerställa att nya varumärken inte skulle komma att likna befintliga varumärken och därmed föregripa tvister om intrång. Under 1980-talet började Skriptor att integrera datorvetenskap och lingvistik för att skapa namnförslag som förhöll sig till juridiska krav.
2002 delades sökverksamheten och namnskapandet upp i två olika bolag efter att Skriptor hade förvärvats av informationskoncernen Thomson Reuters.
På 2020-talet var Skriptor en specialiserad namnbyrå och systerföretag till konsultföretaget inom immaterialrätt Groth & Co.